# Callitris neocaledonica
Callitris neocaledonica é uma espécie de conífera da família Cupressaceae.
Apenas pode ser encontrada na seguinte região: Nova Caledónia.
Esta espécie está ameaçada por perda de habitat.